# Murraya koenigii
A árvore-do-caril (Murraya koenigii) é uma planta originária da Índia, da família das Rutáceas, cujo nome está ligado ao prato culinário com o mesmo nome. É denominada करीपत्ता, मीथ णीम, मीथ नीम पत्ता em hindi, "surabhi-nimbu" em sânscrito, mas também como basango, goranimb, karepaku, karhinimb e karibevu em outras línguas da Índia.
É uma árvore pequena (até 6 m) com folhas compostas, cujos folíolos são utilizados em culinária.
Não se deve confundir com a erva-do-caril (Helichrysum italicum), também denominada de "perpétua", a qual cresce no estado selvagem na bacia do Mediterrâneo.